# Памятник Ленину (Песчанокопское)
Памятник Ленину в посёлке Песчанокопское — памятник российскому и советскому политическому деятелю, революционеру, одному из организаторов и руководителей Октябрьской революции 1917 года Владимиру Ильичу Ленину. Памятник монументального искусства регионального значения Ростовской области. 

## Описание
18 декабря 1984 года заключен договор с киевским творческим объединением «Художник» на вырубку полу фигуры В. И. Ленина по модели заказчика из материала подрядчика, высотой 3 метра для интерьера площади имени Ленина в селе Песчанокопском. Стоимость памятника — 36 тысяч рублей. В качестве материала был выбран гранит. Такой же памятник стоит и в Киеве. Весной из Киева пришла платформа с гранитом, приехали инженеры-конструкторы и рабочие. В МТМ Песчанокопского колхоза «Заря» началось изготовление памятника. Открытие монумента состоялось 22 апреля 1985 года, к 115-й годовщине со дня рождения В. И. Ленина. На торжества приехали делегации из всех сел района, гости с Украины. Были авторы памятника: Заслуженные художники УССР скульпторы Николай и Эльвира Можаевы, архитектор Иван Волошин.